# 松永武吉

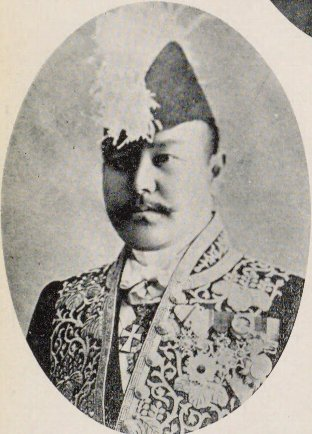
松永武吉

松永 武吉（まつなが たけきち / ぶきち、1869年11月19日（明治2年10月16日） - 1936年（昭和11年）1月15日）は、日本の逓信・朝鮮総督府官僚。官選島根県知事、錦鶏間祗候。

## 経歴
鹿児島県で旧薩摩藩士松永包泰の二男として生まれる。1891年7月、帝国大学法科大学を卒業。同年8月、逓信省に入省し試補・電気局勤務となる。
以後、逓信省事務官・大臣官房勤務兼電務局外信課長、同大臣官房秘書課長心得、同大臣秘書官、同大臣官房秘書課長、同参事官、横浜郵便電信局長、兼外務省参事官、郵便為替貯金管理所長、逓信省総務局文書課長、大阪通信管理局長などを歴任。
1904年11月、島根県知事に就任。1908年3月、知事を休職となり、1910年3月、休職満期。同年10月、朝鮮総督府に転じ平安南道長官に就任。1916年3月、京畿道長官に転任。1919年8月、官制改正により京畿道知事に就任。同年9月、朝鮮総督府中枢院書記官長兼同事務官・総督官房外事課長となる。1922年9月に依願免官となり退官した。1924年1月24日、錦鶏間祗候を仰せ付けられた。
その後、義勇財団海防義会理事、日本航空輸送 (株) 監査役、日本学生航空聯盟会長、帝国飛行協会評議員、同理事を務めた。

## 栄典
位階
- 1897年（明治30年）11月30日 - 従六位[7]
- 1903年（明治36年）12月26日 - 従四位[8]
- 1912年（明治45年）6月21日 - 正四位[9]

勲章
- 1895年（明治28年）10月31日 - 勲六等単光旭日章[10]
- 1906年（明治39年）4月1日 - 勲三等旭日中綬章[11]

外国勲章等佩用允許
- 1900年（明治33年）4月6日 - フランス共和国：レジオンドヌール勲章シュヴァリエ[12]

## 著作
- 『貯金要論』博文館、1903年。